# كزبرة بحرية
كزبرة بحرية (الاسم العلمي:Coriandrum maritimum) هي نوع غير مؤكد من النباتات يتبع جنس الكزبرة من الفصيلة الخيمية.